# Knockouts Knockdown (2021)
Knockouts Knockdown 2021 fue un evento de lucha libre profesional producido por Impact Wrestling. El cual tuvo lugar el 9 de octubre de 2021 en el Skyway Studios en Nashville, Tennessee. Es el sexto evento en la cronología Knockouts Knockdown, el primero desde 2017 y el primero en presentarse como un evento fuera de Impact One Night Only.  El evento fue transmitido en exclusiva a través de Impact Plus.

## Producción
Knockouts Knockdown fue un evento anual de lucha libre profesional producido por Impact Wrestling (entonces conocido como Total Nonstop Action Wrestling). Tradicionalmente, era un evento solo para mujeres que mostraba la división femenina de la compañía, los Knockouts. En 2013, TNA suspendió la mayoría de sus eventos de pago por evento mensuales a favor de los nuevos eventos pregrabados de One Night Only. Knockouts Knockdown sería un evento básico de "Solo una noche" desde 2013 hasta 2017.

## Antecedentes
El evento principal del programa contará con un Monster's Ball Match en honor a Shannon Spruill, más conocida en la lucha libre profesional como Daffney, quien fue una de las primeras mujeres en competir en un Monster's Ball contra Taylor Wilde. Las competidoras del combate aún no se han anunciado.
El 23 de septiembre en Impact!, la productora Gail Kim anunció un torneo de una noche para ocho mujeres para Knockouts Knockdown, donde la ganadora obtendrá una oportunidad futura en el Campeonato Knockouts de Impact. El torneo consistirá en golpes de gracia básicos contra talentos de todo el mundo.

## Resultados
- Rachael Ellering  derrotó a Lady Frost y avanzó a semifinales del torneo Knockouts Knockdown por una oportunidad por el Campeonato Knockouts de Impact.
  - Ellering cubrió a Frost después de un «Boss Woman Slam».
- Chelsea Green derrotó a Renee Michelle  y avanzó a semifinales del torneo Knockouts Knockdown por una oportunidad por el Campeonato Knockouts de Impact.
  - Green cubrió a Michelle después de un «Un-prett-her».
- Mercedes Martinez derrotó a Brandi Lauren y avanzó a semifinales del torneo Knockouts Knockdown por una oportunidad por el Campeonato Knockouts de Impact.
  - Martinez cubrió a Lauren después de un «OG Drop».
- Tasha Steelz derrotó a Jamie Senegal y avanzó a semifinales del torneo Knockouts Knockdown por una oportunidad por el Campeonato Knockouts de Impact.
  - Steelz cubrió a Senegal después de un «Blackout Crucifix Bomb».
- Deonna Purrazzo (con Matthew Rehwoldt) derrotó a Masha Slamovich.
  - Purrazzo forzó a Slamovich a rendirse con un «Venus De Milo».
  - Durante la lucha, Rehwoldt interfirió a favor de Purrazzo.
  - El Campeonato Knockouts de Impact y el Campeonato Reina de Reinas de AAA de Purrazzo no estuvieron en juego.
- Mercedes Martinez derrotó a  Rachael Ellering y avanzó a la final del torneo Knockouts Knockdown por una oportunidad por el Campeonato Knockouts de Impact.
  - Martinez forzó a Ellering a rendirse con un «Guillotine Choke».
- Tasha Steelz derrotó Chelsea Green y avanzó a la final del torneo Knockouts Knockdown por una oportunidad por el Campeonato Knockouts de Impact.
  - Steelz cubrió a Green después de un «Frog Splash».
- Savannah Evans derrotó a Alisha, Jordynne Grace y Kimber Lee en un Shannon "Daffney" Spruill Memorial Monster's Ball Match.
  - Evans cubrió a Alisha después de un «Full Nelson Bomb».
- Mercedes Martinez derrotó a Tasha Steelz y ganó una oportunidad por el Campeonato Knockouts de Impact.
  - Martinez cubrió a Steelz después de un «OG Drop».
- Decay (Rosemary & Havok) (con Crazzy Steve & Black Taurus) derrotaron a The Influence (Tenille Dashwood & Madison Rayne) (con Kaleb with a K) y retuvieron el Campeonato Knockouts en Parejas de Impact.
  - Rosemary cubrió a Rayne después de un «Spear».
  - Durante la lucha, Kaleb interfirió a favor de The Influence, mientras que Steve y Taurus interfirieron a favor de Decay.

### Torneo por una oportunidad por el Campeonato Knockouts de Impact
|  | Cuartos de finales | Cuartos de finales | Cuartos de finales |                   |              | Semifinales | Semifinales  | Semifinales |  |  | Final | Final | Final |  |
|  |                    |                    |                    |                   |              |             |              |             |  |  |       |       |       |  |
|  |                    |                    |                    |                   |              |             |              |             |  |  |       |       |       |  |
|  | 1                  | Tasha Steelz       | Pin                |                   |              |             |              |             |  |  |       |       |       |  |
|  | 1                  | Tasha Steelz       | Pin                |                   |              |             |              |             |  |  |       |       |       |  |
|  | 8                  | Jamie Senegal      |                    |                   |              |             |              |             |  |  |       |       |       |  |
|  | 8                  | Jamie Senegal      |                    | Tasha Steelz      | Tasha Steelz | Pin         |              |             |  |  |       |       |       |  |
|  |                    |                    |                    | Tasha Steelz      | Tasha Steelz | Pin         |              |             |  |  |       |       |       |  |
|  |                    |                    | Chelsea Green      |                   |              |             |              |             |  |  |       |       |       |  |
|  | 5                  | Chelsea Green      | Pin                |                   |              |             |              |             |  |  |       |       |       |  |
|  | 5                  | Chelsea Green      | Pin                |                   |              |             |              |             |  |  |       |       |       |  |
|  | 4                  | Renee Michelle     |                    |                   |              |             |              |             |  |  |       |       |       |  |
|  | 4                  | Renee Michelle     |                    |                   |              |             | Tasha Steelz |             |  |  |       |       |       |  |
|  |                    |                    |                    |                   |              |             |              |             |  |  |       |       |       |  |
|  |                    |                    | Mercedes Martinez  | Mercedes Martinez | Pin          |             |              |             |  |  |       |       |       |  |
|  | 3                  | Rachael Ellering   | Mercedes Martinez  | Mercedes Martinez | Pin          | Pin         |              |             |  |  |       |       |       |  |
|  | 3                  | Rachael Ellering   |                    |                   |              |             |              |             |  |  |       |       |       |  |
|  | 6                  | Lady Frost         |                    |                   |              |             |              |             |  |  |       |       |       |  |
|  | 6                  | Lady Frost         | Rachel Ellering    |                   |              |             |              |             |  |  |       |       |       |  |
|  |                    |                    |                    |                   |              |             |              |             |  |  |       |       |       |  |
|  |                    |                    | Mercedes Martinez  | Mercedes Martinez | Sub          |             |              |             |  |  |       |       |       |  |
|  | 7                  | Brandi Lauren      | Mercedes Martinez  | Mercedes Martinez | Sub          |             |              |             |  |  |       |       |       |  |
|  | 7                  | Brandi Lauren      |                    |                   |              |             |              |             |  |  |       |       |       |  |
|  | 2                  | Mercedes Martinez  | Pin                |                   |              |             |              |             |  |  |       |       |       |  |
|  | 2                  | Mercedes Martinez  | Pin                |                   |              |             |              |             |  |  |       |       |       |  |
|  |                    |                    |                    |                   |              |             |              |             |  |  |       |       |       |  |